# Hector Depasse
Pour les articles homonymes, voir Depasse.
Hector Lucien Marie Depasse est un homme politique français né le 11 décembre 1842 à Armentières (Nord) et mort le 16 septembre 1911 à Ville-d'Avray (Seine).
Journaliste, il est conseiller municipal de Paris de 1881 à 1890. Il est chef de cabinet d'Eugène Spuller, ministre de l'Instruction publique, en 1893-1894. Il est député de la Seine de 1906 à 1911, inscrit au groupe radical-socialiste.
Hector Depasse est enterré au cimetière du Montparnasse à Paris (9e division), dans le caveau familial.